# Comisiones del Senado de México

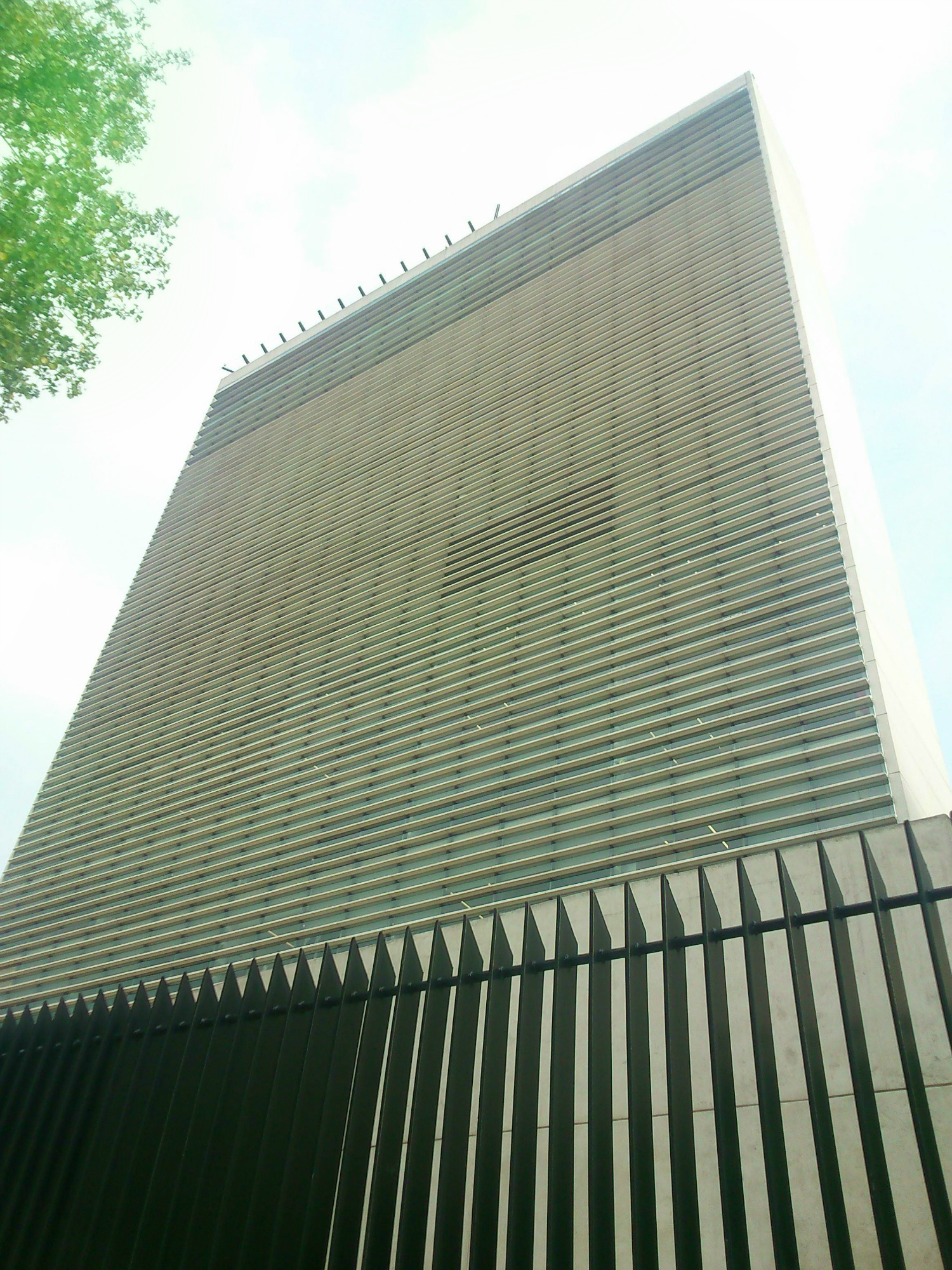
La Torre de Comisiones del Senado de la República

Las comisiones de la Cámara de Senadores , son grupos de trabajo que se dedican a dictaminar, investigar, consultar, analizar, debatir y resolver sobre las materias de sus competencias.
Las comisiones son conformadas por integrantes de la Legislatura en turno y están representados todas las fuerzas políticas a fin de contar con pluralidad política.
Existen cuatro tipos de comisiones: Ordinarias, Bicamerales, Especiales y Comités.
La integración de las Comisiones se realiza durante los primeros 2 meses de funciones de la Legislatura en turno; la Junta de Coordinación Política es quien asigna presidencias, secretarías e integrantes.
Hay una comisión por cada tema de la agenda nacional o legislable, entre las más importantes están las de Gobernación, Puntos Constitucionales, Hacienda y Crédito Público, Desarrollo Social y Defensa Nacional; sin embargo, también la agenda legislativa del Ejecutivo da relevancia a algunas otras Comisiones.
Las Comisiones cuentan con una Junta Directiva que consiste en un Presidente y dos Secretarios todos de diferente Grupo Parlamentario, además de los integrantes ordinarios.
Las Comisiones tienen sus oficinas en la Torre de Comisiones de la Nueva Sede del Senado de la República.
Sus atribuciones son:
- Dictaminar a favor o en contra Iniciativas de Ley, Puntos de Acuerdo o Tratados Internacionales.
- Llamar a comparecer a funcionarios federales.
- Organizar foros temáticos con especialistas, académicos, miembros de la sociedad civil o funcionarios.
- Aprobar nombramientos diplomáticos (sólo en el caso de las Comisiones de Relaciones Exteriores)
- Aprobar nombramientos diversos cuya ratificación del Senado sea requerida según la Constitución.

Sin importar el sentido del Dictamen de las Comisiones, todos ellos deben pasar a Primera y Segunda Lectura en el Pleno de la Cámara para ser aprobadas.

## Representación proporcional de comisiones
En la actual legislatura la LXIV Legislatura, de las 46 comisiones las presidencias están repartidas de la siguiente manera:
- Morena: 22 comisiones
- Partido Acción Nacional (PAN): 8 comisiones
- Partido Revolucionario Institucional (PRI): 5 comisiones
- Movimiento Ciudadano (MC): 3 comisiones
- Partido de la Revolución Democrática (PRD): 2 comisiones
- Partido del Trabajo (PT): 2 comisiones
- Partido Encuentro Social (PES): 2 comisiones
- Partido Verde Ecologista de México (PVEM): 2 comisiones

### Comisiones ordinarias y sus presidentes
- Administración: 
  - Presidencia: María Soledad Luévano Cantú (Morena)
  - Secretaría: Nuvia Magdalena Mayorga Delgado (PRI)
  - Secretaría: Katya Elizabeth Ávila Vázquez (PES)
- Agricultura, Ganadería, Pesca y Desarrollo Rural:
  - Presidencia: José Narro Céspedes (Morena)
  - Secretaría: Juan Antonio Martín del Campo (PAN)
  - Secretaría: María Antonia Cárdenas Mariscal (PES)
- Anticorrupción y Participación Ciudadana:
  - Presidencia: Clemente Castañeda Hoeflich (MC)
  - Secretaría: Bertha Xóchitl Gálvez Ruiz (PAN)
  - Secretaría: Minerva Hernández Ramos (Morena)
- Asuntos Fronterizos y Migratorios
  - Presidencia: Jaime Bonilla Valdez (Morena)
  - Secretaría: Sasil Dora Luz de León Villard (PES)
  - Secretaría: Bertha Caraveo Camarena (Morena)
- Asuntos Indígenas: 
  - Presidencia: Leonor Noyola Cervantes (PRD)
  - Secretaría: Casimiro Méndez Ortiz (Morena)
  - Secretaría: Bertha Xóchitl Gálvez Ruiz (PAN)
- Ciencia y Tecnología: 
  - Presidencia: Beatriz Paredes Rangel (PRI)
  - Secretaría: José Luis Pech Várguez (Morena)
  - Secretaría: Alejandra Lagunes (PVEM)
- Comunicaciones y Transportes: 
  - Presidencia: Higinio Martínez Miranda (Morena)
  - Secretaría: Marco Antonio Gama Basarte (PAN)
  - Secretaría: Juan Quiñonez Ruiz (MC)
- Cultura: 
  - Presidencia: Susana Harp Iturribarría (Morena)
  - Secretaría: Raúl Paz Alonso (PAN)
  - Secretaría: María Guadalupe Covarrubias Cervantes (Morena)
- Defensa Nacional: 
  - Presidencia: Félix Salgado Macedonio (Morena)
  - Secretaría: Juan Manuel Fócil Pérez (PRD)
  - Secretaria: Raúl Bolaños Cacho Cué (PVEM)
- Derechos de la Niñez y de la Adolescencia: 
  - Presidencia: Josefina Vázquez Mota (PAN)
  - Secretaría: Lilia Margarita Valdez Martínez (Morena)
  - Secretaría: Eva Eugenia Galaz Caletti (Morena)
- Derechos Humanos: 
  - Presidencia: Kenia López Rabadán (PAN)
  - Secretaría: Emilio Álvarez Icaza (Sin Partido)
  - Secretaría: Nestora Salgado García (Morena)
- Desarrollo y Bienestar Social: 
  - Presidencia: Marcela Mora Arellano (PES)
  - Secretaría: Gabriel García Hernández (Morena)
  - Secretaría: Verónica Delgadillo García (MC)
- Desarrollo Urbano, Ordenamiento Territorial y Vivienda: 
  - Presidencia: Víctor Oswaldo Fuentes Solís (PAN)
  - Secretaría: Delfina Gómez Álvarez (Morena)
  - Secretaría: Joel Padilla Peña (PT)
- Educación:
  - Presidencia: Rubén Rocha Moya (Morena)
  - Secretaría: Ángel García Yáñez (PRI)
  - Secretaría: Minerva Hernández Ramos (PAN)
- Energía: 
  - Presidencia: Santana Armando Guadiana Tijerina (Morena)
  - Secretaría: Julen Rementería del Puerto (PAN)
  - Secretaría: Raúl Bolaños Cacho Cué (PVEM)
- Estudios Legislativos: 
  - Presidencia: Manuel Añorve Baños (PRI)
  - Secretaría: Cruz Pérez Cuéllar (Morena)
  - Secretaría: Juan Zepeda Hernández (PRD)
- Estudios Legislativos Primera:
  - Presidencia: Mayuli Latifa Martínez Simón (PAN)
  - Secretaría: Germán Martínez Cázares (Morena)
  - Secretaría: Clemente Castañeda Hoeflich (MC)
- Estudios Legislativos Segunda: 
  - Presidencia: Ana Lilia Rivera Rivera (Morena)
  - Secretaría: Erandi Bermúdez Méndez (PAN)
  - Secretaría: Salomón Jara Cruz (Morena)
- Federalismo y Desarrollo Municipal:
  - Presidencia: Samuel García Sepúlveda (MC)
  - Secretaría: Antares Guadalupe Vázquez Alatorre (Morena)
  - Secretaría: Joel Padilla Peña (PT)
- Gobernación: 
  - Presidencia: Cristóbal Arias Solís (Morena)
  - Secretaría: Beatriz Paredes Rangel (PRI)
  - Secretaría: Nadia Navarro Acevedo (PAN)
- Hacienda y Crédito Público: 
  - Presidencia: Alejandro Armenta Mier (Morena)
  - Secretaría: Nuvia Magdalena Mayorga Delgado (PRI)
  - Secretaría: Mauricio Kuri González (PAN)
- Jurisdiccional: 
  - Presidencia: Rocío Abreu Artiñano (Morena)
  - Secretaría: Julen Rementería del Puerto (PAN)
  - Secretaría: Claudia Ruiz-Massieu Salinas (PRI)
- Justicia: 
  - Presidencia: Julio Ramón Menchaca Salazar (Morena)
  - Secretaría: Indira de Jesús Rosales San Román (PAN)
  - Secretaría: Claudia Edith Anaya Mota (PRI)
- Juventud y Deporte: 
  - Presidencia: Lucía Virginia Meza Guzmán (Morena)  
  - Secretaría:
  - Secretaría: Claudia Esther Balderas Espinoza (Morena)
- Marina: 
  - Presidencia: Eruviel Ávila Villegas (PRI)
  - Secretaría: María Lilly del Carmen Téllez García (Morena)
  - Secretaría: Ismael García Cabeza de Vaca (PAN)
- Medalla Belisario Domínguez: 
  - Presidencia: Sasil Dora Luz de León Villard (PES)
  - Secretaría: Olga María  del Carmen Sánchez Cordero Dávila (Morena)
  - Secretaría: Gilberto Herrera Ruiz (Morena)
- Medio Ambiente, Recursos Naturales y Cambio Climático:
  - Presidencia: Eduardo Enrique Murat Hinojosa (PVEM)
  - Secretaría: Víctor Manuel Castro Cosío (Morena)
  - Secretaría: María Guadalupe Saldaña Cisneros (PAN)
- Minería y Desarrollo Regional: 
  - Presidencia: Geovanna Bañuelos de la Torre (PT)
  - Secretaría: Angélica García Arrieta (Morena)
  - Secretaría: Indira Kempis Martínez (MC)
- Para la Igualdad de Género: 
  - Presidencia: Martha Lucía Mícher Camarena (Morena)
  - Secretaría: Blanca Estela Piña Gudiño (Morena)
  - Secretaría: Alejandra León Gastélum (PT)
- Puntos Constitucionales: 
  - Presidencia: Óscar Eduardo Ramírez Aguilar (Morena)
  - Secretaría: Gloria Elizabeth Núñez Sánchez (PAN)
  - Secretaría: Sylvana Beltrones Sánchez (PRI)
- Radio, Televisión y Cinematografía: 
  - Presidencia: José Antonio Álvarez Lima (Morena)
  - Secretaría: Américo Villarreal Anaya (Morena)
  - Secretaría: Daniel Gutiérrez Castorena (Morena)
- Recursos Hidráulicos: 
  - Presidencia: Raúl Paz Alonzo (PAN)
  - Secretaría: Gloria Sánchez Hernández (Morena)
  - Secretaría: Marybel Villegas Canché (Morena)
- Reforma Agraria: 
  - Presidencia: Mario Zamora Gastélum (PRI)
  - Secretaría: Javier May Rodríguez (Morena)
  - Secretaría: Alejandra León Gastélum (PT)
- Reglamento y Prácticas Parlamentarias: 
  - Presidencia: Guadalupe Murguía Gutiérrez (PAN)
  - Secretaría: Ifigenia Martha Martínez y Hernández (Morena)
  - Secretaría: Claudia Anaya Mota (PRI)
- Relaciones Exteriores: 
  - Presidencia: Héctor Vasconcelos (Morena)
  - Secretaría: Alejandra Noemí Reynoso Sánchez (PAN)
  - Secretaría: Nancy de la Sierra Arámburo (PT)
- Relaciones Exteriores América del Norte
  - Presidencia: Gina Andrea Cruz Blackledge (PAN)
  - Secretaría: Américo Villarreal Anaya (Morena)
  - Secretaría: Samuel García Sepúlveda (MC)
- Relaciones Exteriores América Latina y el Caribe
  - Presidencia: Vanessa Rubio Márquez (PRI)
  - Secretaría: Marybel Villegas Canché (Morena)
  - Secretaría: Eunice Renata Romo Molina (PES)
- Relaciones Exteriores Asia-Pacifico-África
  - Presidencia: Cora Cecilia Pinedo Alonso (PT)
  - Secretaría: Aníbal Ostoa Ortega (Morena)
  - Secretaría: Ricardo Ahued Bardahuil (Morena)
- Relaciones Exteriores Europa
  - Presidencia: Gabriela Benavides (PVEM)
  - Secretaría: Radamés Salazar Solorio (Morena)
  - Secretaría: Francisco Alfonso Durazo Montaño (Morena)
- Salud: 
  - Presidencia: Miguel Ángel Navarro Quintero (Morena)
  - Secretaría: Martha Cecilia Márquez Alvarado (PAN)
  - Secretaría: Sylvana Beltrones Sánchez (PRI)
- Seguridad Pública: 
  - Presidencia: Lucía Trasviña Waldenrath (Morena)
  - Secretaría: Ismael García Cabeza de Vaca (PAN)
  - Secretaría: Verónica Martínez García (PRI)
- Seguridad Social: 
  - Presidencia: Gricelda Valencia de la Mora (Morena)
  - Secretaría: Ángel García Yáñez (PRI)
  - Secretaría: Imelda Castro Castro (Morena)
- Trabajo y Previsión Social: 
  - Presidencia: Napoleón Gómez Urrutia (Morena)
  - Secretaría: Carlos Aceves del Olmo (PRI)
  - Secretaría: Patricia Mercado Castro (MC)
- Turismo: 
  - Presidencia: José Antonio García Cornejo (PRD)
  - Secretaría: Cecilia Margarita Sánchez García (Morena)
  - Secretaría: Gloria Elizabeth Núñez Sánchez (PAN)
- Zonas Metropolitanas:
  - Presidencia: Patricia Mercado Castro (MC)
  - Secretaría: Minerva Citlalli Hernández Mora (Morena)
  - Secretaría: Emilio Álvarez Icaza (Sin Partido)

### Comisiones Bicamerales
El Congreso de la Unión forma comisiones las cuales tienen como miembros a Senadores y Diputados para asuntos específicos que concierne a las dos cámaras del Congreso de la Unión.
- Comisión para la Concordia y Pacificación
- Seguridad Nacional:
- Canal de Televisión del Congreso General De Los Estados Unidos Mexicanos:
- Sistema de Bibliotecas del Congreso de la Unión:

### Comisiones Especiales
Para asuntos no reglamentados, sobre todo de investigación o sobre las funciones del Senado, el mismo crea comisiones con facultades investigadoras, estas son temporales, pero resultan provechosas en casos de corrupción.
- No se han determinado comisiones especiales durante la presente legislatura.